# Henri van Abbe

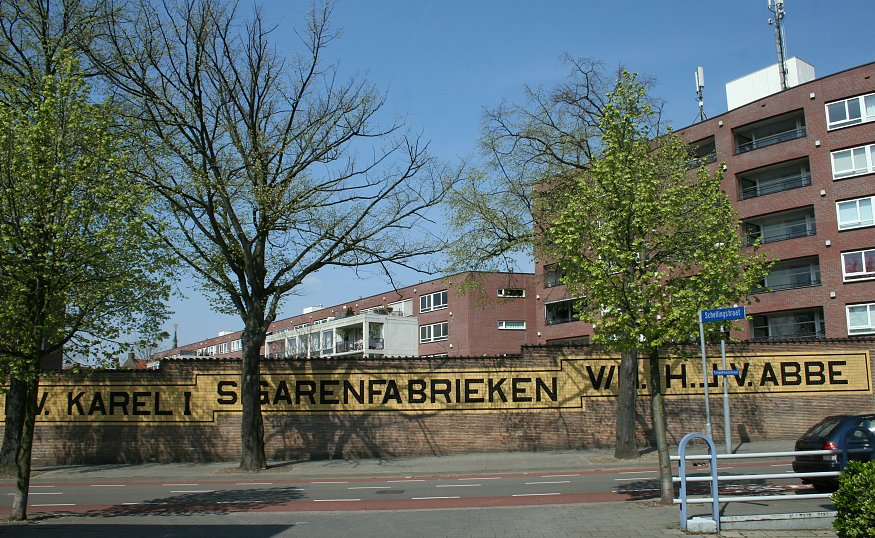
De muur van de voormalige fabriek in Stratum

Henri van Abbe (Amsterdam, 8 januari 1880 – Eindhoven, 18 november 1940) was een Nederlands ondernemer en kunstverzamelaar.

## Levensloop
Van Abbe was sigarenfabrikant te Eindhoven. In 1900 begon hij samen met zijn vader een kleine sigarenfabriek in Amsterdam. Deze fabriek werd, vanwege de arbeidsonrust aldaar, in 1908 verplaatst naar Gestel in het oosten van Noord-Brabant. Zijn succesvolle promotie van het merk Karel I leidde tot groei. In 1915 vertrok hij naar Stratum. In 1920 werkten in Stratum 600 mensen. In 1919, 1920, 1926, en in 1927 werd de fabriek in Stratum uitgebreid.
Een vestiging in Reusel werd geopend in 1928, waar eveneens 600 mensen werkten. In Waalre kwam ook een filiaal. In de diverse fabrieken werkten in 1940 volgens opgave aan het RBTT, 2468 arbeiders onder toezicht van 73 leidinggevenden en op kantoren 38 mensen.
In de jaren voor de Tweede Wereldoorlog vormden de Karel I-sigarenfabrieken de op een na grootste werkgever van Eindhoven. De fabrieken waren voor hun tijd modern, ordelijk en hygiënisch ingericht.
In 1969 werd het familiebedrijf en het merk verkocht aan het Amerikaanse concern Gulf and Western. Dit had ook banden met het Valkenswaardse bedrijf Willem II, dat de productie geleidelijk zou overnemen. In 1971 brandde de fabriek echter gedeeltelijk af, waarbij 30 miljoen sigaren voortijdig in rook opgingen. De brand verwoestte tegelijkertijd een hoedenfabriek, waarbij een kostbare verzameling mallen verloren ging.
In 1997 werd het in 1926 gebouwde fabriekspand aan de Havenstraat in Stratum  gesloopt. Voordien werd een poging gedaan het te behouden als industrieel erfgoed. Over bleef een muur aan de Tongelresestraat met in tegels de tekst: N.V. Karel I Sigarenfabriek v/h H.J. v. Abbe. Daarnaast bestaat het fabrieksgebouw in Reusel nog, dat eveneens een fabrieksnaam op tegeltjes draagt.
Het bedrijf werd in 1975 uiteindelijk aan Swedish Match verkocht en hield in naam op te bestaan.

## Kunstcollectie
Henri van Abbe nam het initiatief tot de stichting van het Van Abbemuseum, dat geopend werd in 1936. Van Abbe had in de loop der jaren een omvangrijke kunstcollectie (Van Abbe Collectie), verzameld met werken van Kees van Dongen, Jan Sluyters, Jan Toorop en Leo Gestel.

## Persoonlijk
Henri van Abbe is het eerste kind van een gezin met in totaal acht kinderen van juwelier Jacob van Abbe (van Joodse komaf) en Jenneken Renssen (van gereformeerde komaf). Jacob van Abbe heeft de kinderen uit Jenneken Renssens vorige relatie aangenomen.
Henri van Abbe trouwde op 12 februari 1908 op 18-jarige leeftijd te Amsterdam met de 22-jarige rooms-katholieke Aldegonda van Reeken (4 juni 1885 - Mierlo, 23 juni 1964) uit Tiel, dochter van Jan Francis van Reeken en Aldegonda Maria Gallé.
Uit het huwelijk van Henri en Aldegonda van Abbe werden vijf kinderen geboren:
1. Henri Jacob van Abbe (24 juli 1907 - 28 maart 1958)
2. Jan Francis van Abbe (2 juli 1908-15 okt 1955)
3. Albertus Josephus Adolf 'Albert' van Abbe (21 mei 1910 - 26 februari 1984)
4. Aldegonda Maria Anna van Abbe (10 sept 1912 - 29 nov 1912)
5. een doodgeboren dochter

Tijdens de Tweede Wereldoorlog hebben kinderen van Van Abbe met succes aannemelijk gemaakt dat vader Henri van Abbe geen kind was van Jacob van Abbe en derhalve Jood, maar een onecht kind van een onbekende vader en van caféhoudster Jenneken Renssen, waardoor het bedrijf niet in handen van de nazi's kwam.
Henri van Abbe werd 60 jaar en zijn vrouw Aldegonda 79. Henri van Abbe ligt begraven in de Rijksmonument, grafkapel van de familie Van Abbe aan de Roostenlaan te Stratum, die werd ontworpen door Alexander Kropholler.
Olly van Abbe, het eerste kind van de derde zoon van Henri en Aldegonda, (Albertus Josephus Adolf  'Albert' en Maria Josephina Paulina van Abbe-Hoffmann) was een Nederlands beeldhouwer.

## Wetenswaardigheden
- Henri van Abbe is benoemd tot Ridder in de Orde van de Nederlandse Leeuw en Officier in de Orde van Oranje-Nassau.
- De sigaar is genoemd naar Karel I van Engeland, die het roken stimuleerde omdat de daarover geheven accijnzen een welkome inkomstenbron voor de schatkist vormden.
- Van Abbe woonde in Eindhoven op de Bilderdijklaan 3.

## Links en literatuur
- H.J. van Abbe in Gestel en Stratum
- Biografie op Brabantserfgoed.nl
- Expo koloniale verleden van het Van Abbemuseum
- Hans Schippers, 'Henri van Abbe', in: J. Visser (et al.), Nederlandse ondernemers 1850-1950. Noord-Brabant Limburg, Zeeland. ISBN 9789057306495 Walburg Pers, Zutphen, 2009, pag. 36-41 (met literatuurverwijzingen)